# ロールケーキ

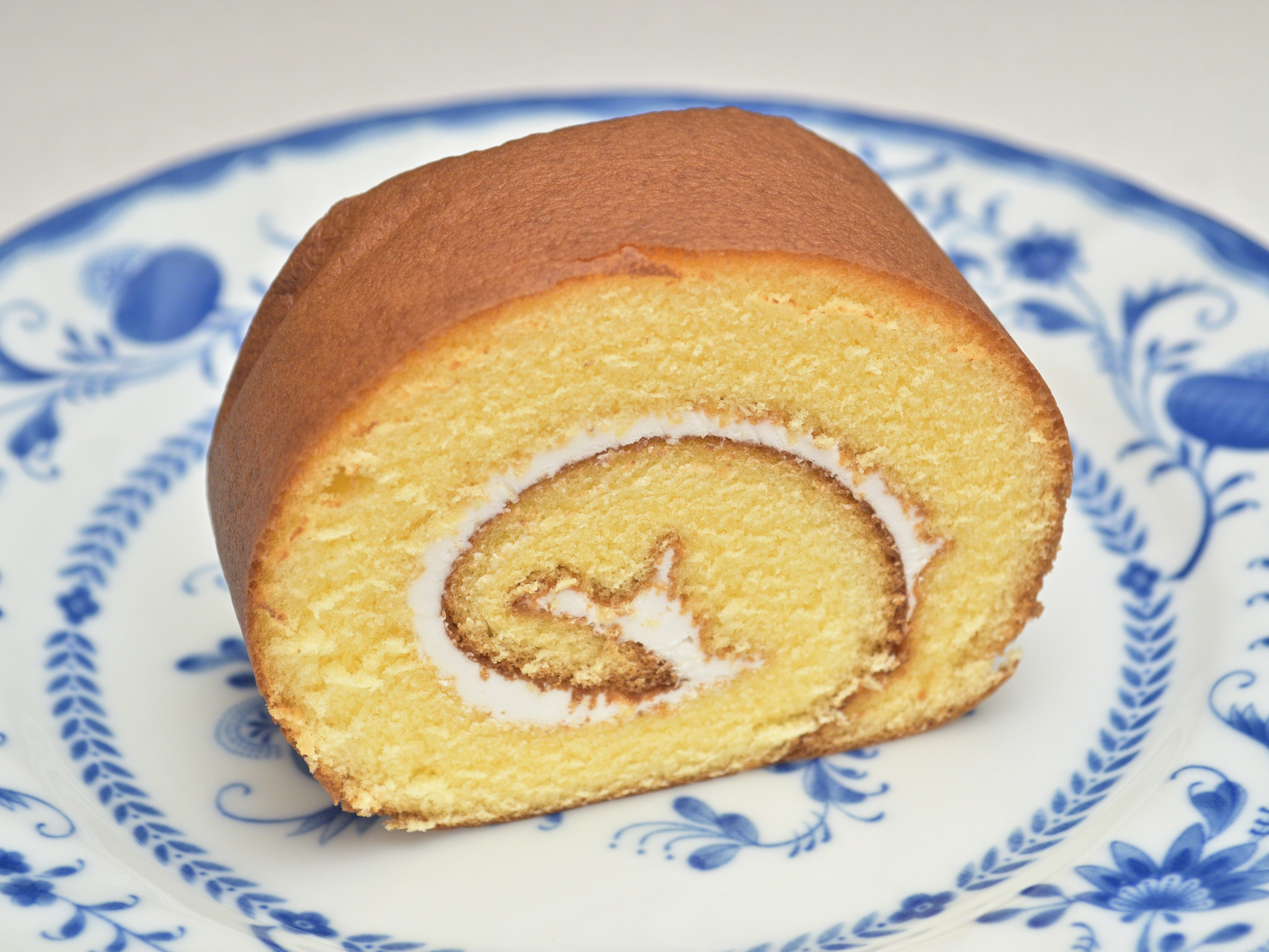
山崎製パンのロールケーキ

ロールケーキは、ケーキの一種である。スポンジ生地にクリームや果物、ジャムなどを乗せて巻いたもの。

## 概要

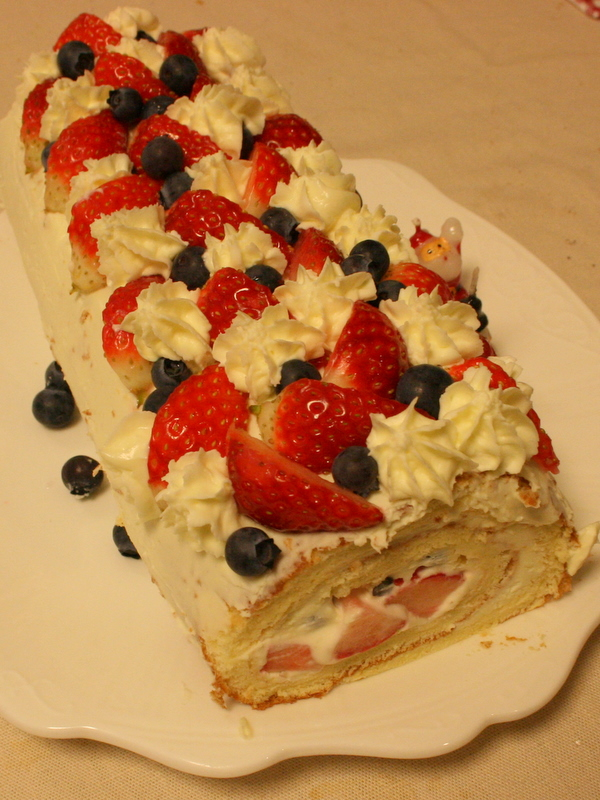
果物でデコレーションされたロールケーキ

薄い長方形に焼いたスポンジケーキに、ジャムやクリーム類（ホイップクリーム、バタークリーム、カスタードクリームなど）、細かく切ったり甘露煮（グラッセ）にした果物などを載せ、渦巻き状に巻いたものである。
スポンジ生地は、ココア・コーヒー・抹茶などを混ぜて作られる場合もある。また、生地や具に野菜を使用することもある。スポンジを巻いて作るので基本的に完成時には円柱状になり、食べる時には原則として適当な厚さに輪切りにして供する。
外観は、巻いた後に何も飾り付けをしない、または粉砂糖を振るだけの単純なものから、さらにクリームなどを塗ったり、果物やチョコレートで飾った華やかなものまで様々である。

## 歴史

### 発祥
ロールケーキの発祥については、はっきりとはしていない。以下のような説がある。
- スイスの料理ルーラード（英語版）がイギリスに伝わり、参考としてお菓子にした。なお、スイス旅行をしたヴィクトリア女王がイギリスに伝えたとする説もある。
- スペインのカスティーリャ地方に「ジプシーの腕（スペイン語: Brazo de gitano）」と呼ばれる菓子があり、これがロールケーキの祖となった。

スペインは一時期ハプスブルク家の影響下にあり、ハプスブルク家がスイス発祥であることから、上記のスイス料理の影響も考えられる。逆に「ロールケーキはオーストリア、ハンガリーで発達した菓子であり、スイスの影響はない」とする意見もある。
日本には16世紀半ばにポルトガルを経由して、果汁を加えたスポンジケーキを巻いたロールケーキの原型とも言える菓子が伝わったとされ、これから伊達巻が考案されている。また、伊予松山藩では餡をカステラ生地で巻く「タルト」が生まれた。

### 日本
日本でも第二次世界大戦以前からロールケーキ状の菓子は販売されていた。これが一般に普及するようになったのは、1950年代に山崎製パンが「スイスロール」を発売したことに依る。1956年に山崎製パン創業者である飯島藤十郎がイギリスのケーキ会社を視察した際に製品化を思い立ち、1958年ごろから製造、販売を開始し、1964年には東京で大量生産のラインが完成し、以降、山崎製パンの日本全国展開と歩調を合わせて日本に普及した。ショートケーキのようなスポンジの外側にクリームを盛ったスタイルのケーキはきわめて柔弱で、産業製品的には流通コストの高さがハードルだったが、内外を反転させたロールケーキは菓子パンと同様に取扱でき、スーパーマーケットやコンビニエンスストア等で広く販売されるようになった。
初期にはスポンジ生地でクリームやジャムを巻いたシンプルなロールケーキが多かったが、1992年にPatisserie KIHACHIが販売したフルーツなどを巻き込んだ「キハチトライフルロール」が先駆けとなり、クリームやスポンジ生地そのものに工夫を凝らした抹茶ロールやきなこロールや、スポンジ生地の上にデコレーションを施したものが登場するようになった。サイズも切り分けが前提のホールケーキに相当する大きなものから、1人用に小さく拵えたものまで多様な製品が見られる。
2009年にはローソンが「容器に細長く切ったスポンジ生地を立てて円筒を作り、中央にクリームを充填する」という巻かないロールケーキ「プレミアムロールケーキ」を発売する。クリームをスプーンですくって食べるという食べ方も提案され、クリームを主体とした新たな潮流を築き上げた。また、同時にコンビニスイーツのブームを引き起こした。

## 名称について
フランス語ではルレ（rouleau）、あるいはルラード（roulade）と称する。フランスのクリスマスケーキの一種のビュッシュ・ド・ノエル（ブッシュ・ド・ノエル）はロールケーキの表面をココアクリームなどでデコレーションしたものである。

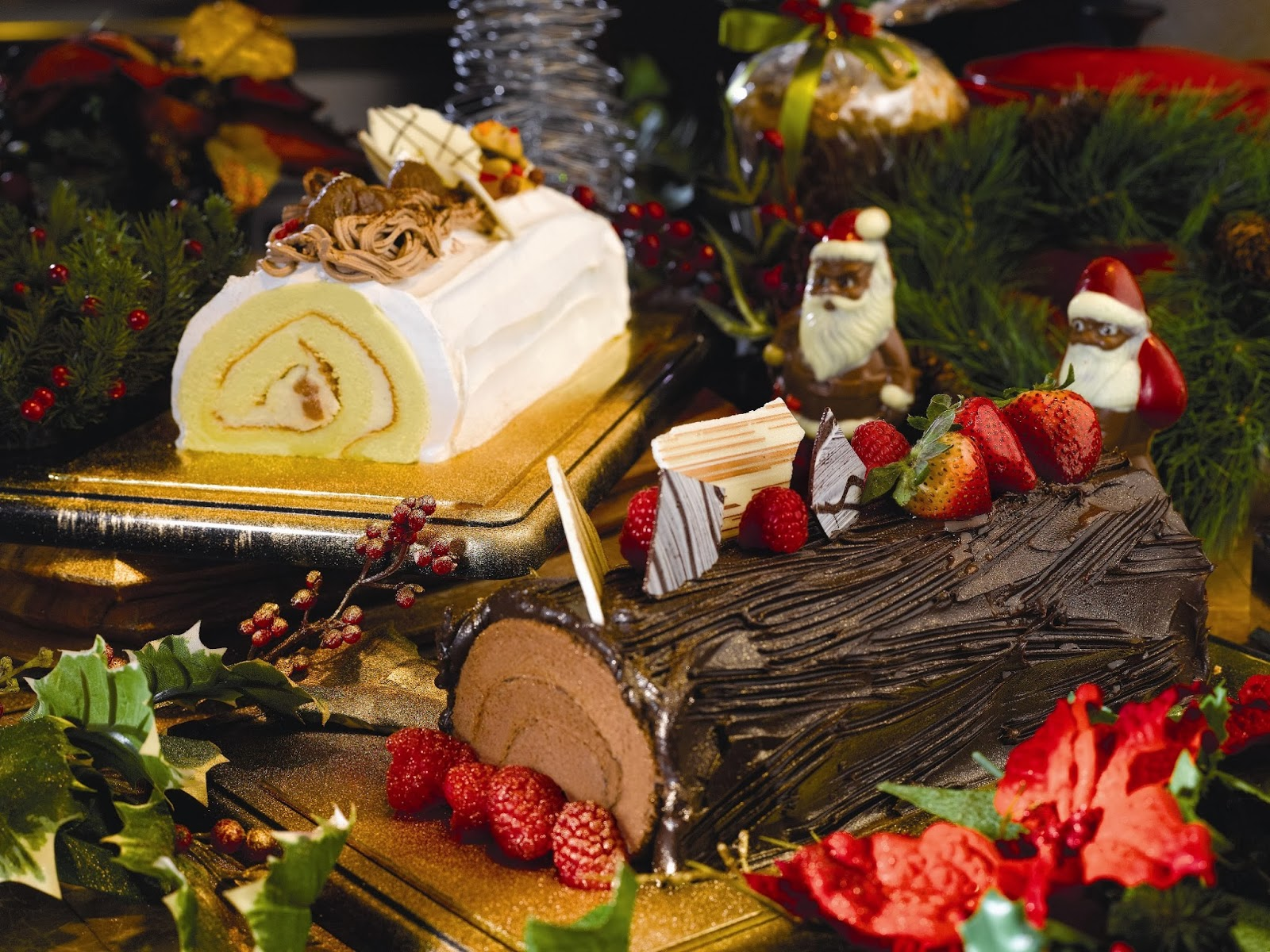
ビュッシュ・ド・ノエル